# Шеремет, Леонид Филиппович
Леонид Филиппович Шеремет (1915 / 1914 — ?) — советский футболист, нападающий.
Играл за команды «Сталь» Константиновка (1938, КФК), «Судостроитель» Николаев (1939—1940, группа «Б»). В 1941, 1945—1949 годах выступал в чемпионате СССР за «Трактор»/«Торпедо» Сталинград.
Участник матча «На руинах Сталинграда» (1943).
Полуфиналист Кубка СССР 1945.
В 1971—1972 годах — начальник команды «Вулкан» Петропавловск-Камчатский.